# Wirtschaftskontrolldienst
Der Wirtschaftskontrolldienst (WKD) war ein Dienstzweig der Polizei, der in Baden-Württemberg die Vollzugshandlungen im Bereich der behördlichen Lebensmittelüberwachung, von Umweltschutz-Delikten und im Bereich des Arbeitsrechts (z. B. Schwarzarbeit) ausführte.

## Aufgaben
Beamte des Wirtschaftskontrolldienstes hatten die Befugnis, Grundstücke und Betriebsräume zu betreten, und waren als Lebensmittelkontrolleure ausgebildet. Sie durften außerdem geschäftliche Aufzeichnungen einsehen, Auskünfte einfordern und unter Umständen auch bei gravierenden Verstößen gegen die Lebensmittelhygiene-Verordnung dem Inhaber des betroffenen Gastronomiebetriebs die Weiterführung untersagen. Auch die Entnahme von Proben fiel in den Aufgabenbereich des WKD.

## Auflösung
Mit Wirkung zum 1. Januar 2005 wurde der Wirtschaftskontrolldienst im Rahmen einer Verwaltungsreform aufgelöst. Seitdem sind die unteren Lebensmittelüberwachungsbehörden − also die 35 Landratsämter − zuständig für die Überwachung der Betriebe, die Lebensmittel, Bedarfsgegenstände bzw. kosmetische Mittel in den Verkehr bringen. Sie übernehmen vor Ort die Kontrolle der betrieblichen Eigenkontrolle (Betriebskontrollen), entnehmen amtliche Proben (z. B. auf Grund von Verbraucherbeschwerden, auf Verdacht oder im Rahmen des festgesetzten Probenentnahmeplans) und treffen verwaltungsrechtliche Maßnahmen (z. B. Ahndung von Ordnungswidrigkeiten), damit festgestellte Mängel vom Unternehmer beseitigt werden. Die eigentliche analytische und gutachterliche Untersuchung der entnommenen Proben nehmen nach wie vor die Chemischen und Veterinäruntersuchungsämter vor.

## Auswirkungen
Das baden-württembergische Modell der Integration der Lebensmittelkontrolle in den Polizeidienst war einzigartig in Deutschland. Durch die Ausgliederung wurde die Lebensmittelüberwachung der Bundesländer strukturell harmonisiert, was allerdings nicht ohne Auswirkung auf die Effizienz des Verbraucherschutzes blieb: Die bisherigen WKD-Beamten wurden für fünf Jahre an die zuständigen Landratsämter bzw. Stadtverwaltungen abgeordnet, konnten jedoch eine Versetzung in den (besser vergüteten) Polizeivollzugsdienst beantragen. Die hierdurch entstandene personelle Lücke musste zum einen durch Einstellung fertig ausgebildeter Kontrolleure aus anderen Bundesländern sowie durch Ausbildung neuer Lebensmittelkontrolleure überbrückt werden; mit dem Ausscheiden der ehemaligen WKD-Beamten aus der Lebensmittelüberwachung ging dem Verbraucherschutz eine Menge Berufserfahrung verloren. Des Weiteren müssen jetzt bei Betriebskontrollen zusätzliche Polizeibeamte herbeigerufen werden, falls hierbei beispielsweise Schwarzarbeit oder unerlaubtes Glücksspiel aufgedeckt werden oder der Unternehmer dem Kontrolleur Zutritt oder Auskunft verweigert, da die Lebensmittelkontrolleure im Gegensatz zu den WKD-Beamten keine polizeilichen Befugnisse mehr haben.